# Дальняя Сурена
Дальняя Сурена — река в России, протекает по Тамбовской области, один из истоков реки Сурена.
Устье находится в 8 км по левому берегу реки Сурена. Длина реки составляет 31 км, площадь водосборного бассейна — 209 км².

## Данные водного реестра
По данным государственного водного реестра России относится к Донскому бассейновому округу, речной подбассейн реки — бассейны притоков Дона до впадения Хопра. Речной бассейн реки — Дон (российская часть бассейна).
Код объекта в государственном водном реестре — 05010100512107000002429.